# Lijst van beelden in Soest
Dit is een (onvolledige) chronologische lijst van beelden in Soest. Onder een beeld wordt hier verstaan elk driedimensionaal kunstwerk in de openbare ruimte van de Nederlandse gemeente Soest, waarbij beeld wordt gebruikt als verzamelbegrip voor sculpturen, standbeelden, installaties, gedenktekens en overige beeldhouwwerken.
| Geplaatst | Omschrijving                                        | Kunstenaar                         | Straat                                            | Plaats | Materiaal                    | Afbeelding |
| --------- | --------------------------------------------------- | ---------------------------------- | ------------------------------------------------- | ------ | ---------------------------- | ---------- |
| 1853      | Heilige Paulus, Heilige Petrus en Christus Salvador |                                    | Kerkplein                                         | Soest  |                              |            |
| 1868      | Vlucht uit Egypte                                   | Adrianus Bleijs                    | Steenhoffstraat 46                                | Soest  |                              |            |
| 1932      | Gerdes Salomonskybank                               | F. Barbiers (architect)            | Darthuizen                                        | Soest  |                              |            |
| 1936      | Monument voor koningin Emma                         | Hendrikus Cornelis Marie van Beers | Kerkstraat                                        | Soest  | Baksteen, natuursteen, brons |            |
| 1954      | Monument verzet 1940 1945                           | Albert Dresmé                      | Verzetsplein                                      | Soest  |                              |            |
| 1965      | Heilige Petrus en Paulus                            | Marie-José van der Lee             | Steenhoffstraat                                   | Soest  |                              |            |
| 1970      | Paradijsvogels                                      | Piet Riethoven                     | Dalweg/t.o. gemeentehuis                          | Soest  |                              |            |
| 1971      | Drie Muzikanten                                     | Piet Riethoven                     | Dalweg/Albert Cuyplaan                            | Soest  |                              |            |
| 1972      | Twee spelende paardjes                              | Gijs Batelaan                      | Smitsweg, school                                  | Soest  |                              |            |
| 1973      | Kinderen                                            | Henk van de Vis                    | Weegbreestraat                                    | Soest  |                              |            |
| 1974      | Vaart en dynamiek                                   | Ubbo Scheffer                      | Ossendamweg                                       | Soest  |                              |            |
| 1975      | Rijzen en dalen                                     | Ed Zegers                          | Nassauplantsoen                                   | Soest  |                              |            |
| 1976      | Opstuwing uit de IJstijd                            | Hein Kocken                        | Molenstraat                                       | Soest  |                              |            |
| 1976      | Drie struisvogels                                   | Willem Lenssinck                   | Paulus Potterlaan 13 1e Van der Huchtschool       | Soest  |                              |            |
| 1977      | Kronos                                              | Jan van Luijn                      | Dalweg/bij Speenkruidstraat                       | Soest  |                              |            |
| 1977      | Winkelende dames                                    | Mari Andriessen                    | Soesterbergseweg/bij G.Pelsweg                    | Soest  |                              |            |
| 1977      | Lauwerskrans                                        | Otto Schouten                      | Beukenlaan/bij Dalweg                             | Soest  |                              |            |
| 1978      | Zonaanbidder                                        | Ek van Zanten                      | Koningsweg/hoek Dalweg                            | Soest  |                              |            |
| 1979      | Stier van Kreta                                     | Jan de Melker                      | gymnastiekzaal, Paulus Potterlaan/Albert Cuyplaan | Soest  |                              |            |
| 1979      | Aarde en Water II                                   | Nic Jonk                           | Vinkenweg                                         | Soest  |                              |            |
| 1979      | Polsstokhoogspringers                               | Otto Schouten                      | Atletiekvereniging Pijnenburg                     | Soest  |                              |            |
| 1982      | zonder titel                                        | Herman Joosten                     | Obrechtstraat/bij Koningsweg                      | Soest  |                              |            |
| 1982      | Monument Indië 1                                    |                                    | Verzetsplein                                      | Soest  |                              |            |
| 1983      | Harpiste                                            | Fons Bemelmans                     | Di Lassostraat                                    | Soest  |                              |            |
| 1983      | Herder met schaapjes                                | Jan Spiering                       | Soesterengweg/bij Talmalaan                       | Soest  |                              |            |
| 1985      | Expansie                                            | Wim Rijvers                        | Kerkplein/hoek Steenhoffstraat                    | Soest  |                              |            |
| 1990      | zonder titel                                        | Joop Hollanders                    | Dorpsstreek                                       | Soest  |                              |            |
| 1990      | Kubussen                                            | Marijke de Goey                    | Dalweg, gemeentehuis                              | Soest  |                              |            |
| 1994      | Land-art project                                    | Cyril Lixenberg                    | Dalweg/politiebureau                              | Soest  |                              |            |
| 1994      | IJzeren zaag                                        | Egbert de Rooij                    | Dalweg/Koningsweg                                 | Soest  |                              |            |
| 1996      | Poorten voor de Koningsweg                          | Jan Samsom & Ton Algra             | Koningsweg/Dalweg                                 | Soest  |                              |            |
| 1998      | It came out of the sky                              | Ton Kalle                          | Beetzlaan                                         | Soest  |                              |            |
| 1999      | Schoenveter                                         | Theo Schreurs                      | Burg. Grothestraat                                | Soest  |                              |            |
| 2000      | Europa en de stier                                  | Eric Claus                         | Kerkplein/hoek Steenhoffstraat                    | Soest  |                              |            |
| 2000      | Verdwaalde dennennaalden                            | Rein Tupker                        | Torenstraat                                       | Soest  |                              |            |
| 2002      | Evenwicht                                           | Evert van Hemert                   | hoek Van Weedestraat / Stadhouderslaan            | Soest  |                              |            |
| 2002      | zonder titel                                        | Frans en Marja de Boer Lichtveld   | Inspecteur Schreuderlaan                          | Soest  |                              |            |
| 2008      | Beelden aan de Hofstedering                         | Nout Visser                        | Hofstedering                                      | Soest  |                              |            |
| 2011      | Monument Indië 2                                    |                                    | Verzetsplein                                      | Soest  |                              |            |
|           | Spantenbeeld                                        | Nout Visser                        | Hofstedering/bij Herderstaf                       | Soest  |                              |            |
|           | Meisje in de wind                                   | Theo Schreurs                      | Burg. Grothestraat 51                             | Soest  |                              |            |
|           | onbekend                                            | onbekend                           | Bunder/hoek Clemenstraat                          | Soest  |                              |            |